# Эйбоженко, Алексей Сергеевич
Алексей Сергеевич Эйбоже́нко (6 февраля 1934, Москва — 26 декабря 1980, там же) — советский актёр театра и кино.
Наибольшую известность актёру принесла роль комиссара Данилова в телефильме «На всю оставшуюся жизнь» режиссёра Петра Фоменко, поставленного по повести Веры Пановой «Спутники».

## Биография
Алексей Эйбоженко родился 6 февраля 1934 года в Москве, рано осиротел: ему было семь лет, когда началась Великая Отечественная война; отец ушёл на фронт и погиб на Курской дуге, а вскоре умерла и мать.
В 1957 году окончил Высшее театральное училище имени М. С. Щепкина (курс В. Н. Пашенной, И. В. Полонской и Н. М. Гладкова).
С 1957 года был актёром Воронежского драматического театра им. А. В. Кольцова.
В 1959 году вернулся в Москву, был актёром Московского театра драмы и комедии.
С 1964 года служил в Театре им. Вл. Маяковского.
В 1967 году перешёл в Малый театр, где служил до конца жизни и сыграл более 20 ролей.
Скончался от гипертонии 26 декабря 1980 года. Похоронен на Ваганьковском кладбище, на 58-м участке. В 1986 году рядом был похоронен его тесть Владимир Кенигсон.

## Семья
Алексей Эйбоженко был женат на Наталье Владимировне Кенигсон (17 ноября 1939 — 27 октября 2018, Германия), в 1960—1980-х годах — режиссёре литературно-драматической редакции «Останкино». Наталья, как и Алексей, училась в училище им. Щепкина у Веры Пашенной, только курсом позже, но познакомились они, когда Наталья пришла работать в Театр на Таганке.
- Сын — Сергей Алексеевич Эйбоженко (род. 1 мая 1959) — снимался в детстве в кино.
- Сын — Алексей Эйбоженко (род. 12 мая 1970) — теле- и радиожурналист.

## Творчество

### Роли в театре
Театр на Таганке
- 1964 — «Добрый человек из Сезуана» — Водонос

#### Малый театр
- 1967 — «Украли консула» Г. Мдивани — Чезаре
- 1967 — «Высшая мера» М. Маклярского и К.Раппопорта — Зотов
- 1968 — «Дачники» М. Горького — Кропилкин
- 1968 — «Криминальное танго» Э. Раннета — Юкки
- 1968 — «Твой дядя Миша» Г. Мдивани — Валерий
- 1969 — «Сын» А.Софронова — Сергей Померанцев
- 1969 — «Палата» С. Алёшина — Ординатор
- 1969 — «Разбойники» Шиллера — Франц
- 1969 — «Человек и глобус» В. Лаврентьева — Цветков
- 1970 — «Признание» С. Дангулова — Посол
- 1970 — «Эмигранты» А. Софронова — Линкс
- 1970 — «Растеряева улица» по Г. Успенскому — Михаил Иванович
- 1971 — «Криминальное танго» Э. Раннета — Философ
- 1971 — «Пропасть» И. Дарвиша — Франц Ковач
- 1973 — «Царь Фёдор Иоаннович» А. К. Толстого — Князь Василий Шуйский
- 1975 — «Перед заходом солнца» Г. Гауптмана — Эрих Кламрот
- 1975 — «Русские люди» К. Симонова — Розенберг
- 1977 — «Любовь Яровая» К. А. Тренёва. Режиссёр: Пётр Фоменко — Пикалов[5]
- 1978 — «Заговор Фиеско в Генуе» Шиллера — Мавр
- 1979 — «Мамуре» Ж. Сармана — Орас
- 1979 — «Берег» Ю. Бондарева — Алекс
- 1980 — «Ивушка неплакучая» М. Н. Алексеева — Эпифан Курдюков
- 1980 — «Женитьба Бальзаминова» А. Н. Островского — Неуедёнов

### Работы на телевидении
- 1968 — Барсуки (телеспектакль) — Дудин
- 1969 — Комендант Лаутербурга (телеспектакль) — Меньшов / читает текст от автора
- 1972 — День за днём (телесериал) — Седой
- 1973 — Обрыв (телеспектакль) — Леонтий
- 1973 — Осень в Болдине
- 1980 — Осенних дней очарованье
- 1981 — Повести Белкина. Выстрел (телеспектакль) — повествователь

### Фильмография
- 1960 — Простая история — секретарь
- 1962 — Третий тайм — Лемешко
- 1963 — При исполнении служебных обязанностей — Нема Брок
- 1965 — Человек без паспорта — Константин Лежнёв
- 1966 — Лебедев против Лебедева — Валька Смирнов
- 1966 — Путешествие (новелла «Завтраки 1943-го года»)
- 1966 — По тонкому льду — Андрей Трапезников
- 1967 — Мятежная застава — революционер Васильевич
- 1968 — Тысяча окон — Сергей
- 1968 — Мне было девятнадцать — Александр Цыганков
- 1968 — Любить… — парень на вечеринке
- 1969 — Десятая доля пути — Павел Коротков
- 1970 — Дорога на Рюбецаль — Дед
- 1970 — Сердце России — Аросев
- 1972 — Бой после Победы — полковник Винников
- 1972 — Визит вежливости — Виктор Александрович, режиссёр театра
- 1973 — Семнадцать мгновений весны — Гюсман
- 1973 — За час до рассвета — Степан Суслов
- 1973 — Детство. Отрочество. Юность
- 1974 — Тайник у Красных камней — следователь КГБ майор Бахтин
- 1974 — Высокое звание. Фильм 2. Ради жизни на земле — комиссар Данилин
- 1975 — Вариант «Омега» — Александр Фёдорович Зверев
- 1975 — На всю оставшуюся жизнь — Данилов Иван Егорович
- 1975 — Доверие — Николай Васильевич Крыленко
- 1976 — Здесь мой причал
- 1977 — Поединок в тайге — комиссар
- 1979 — Время выбрало нас — Степан Лукич Воронецкий
- 1979 — Выгодный контракт — полковник милиции Николай Осинцев
- 1980 — Корпус генерала Шубникова — подполковник Бородин
- 1980 — По данным уголовного розыска... — Илья Королёв, сотрудник госбезопасности
- 1980 — Ты должен жить — Алексей Жигарев
- 1980 — Атланты и кариатиды — Виктор Шугачёв
- 1980 — Чрезвычайные обстоятельства — Пётр Храчёв

### Работы на радио
- 1969 — «Дай руку, друг!» — Лайош
- 1974 — «В списках не значился» (отрывки романа Б. Васильева)